# Герман Кресс
Герман Кресс (нім. Hermann Kreß; 23 липня 1895, Гасфурт, Німецька імперія — 11 серпня 1943, Новоросійськ, РРФСР) — німецький воєначальник, генерал-лейтенант вермахту. Кавалер Лицарського хреста Залізного хреста.

## Біографія
Учасник Першої світової війни. Після демобілізації армії залишений в рейхсвері. Учасник Німецько-радянської війни, командир 99-го гірського єгерського полку. З 21 жовтня 1942 року — командир 4-ї гірсько-піхотної дивізії. Загинув у бою (застрелений радянським снайпером в голову).

## Нагороди
- Залізний хрест 2-го і 1-го класу
- Орден «За заслуги» (Баварія) 4-го класу з мечами (9 квітня 1915)
- Почесний хрест ветерана війни з мечами
- Медаль «За вислугу років у Вермахті» 4-го, 3-го і 2-го класу (18 років)
- Застібка до Залізного хреста
  - 2-го класу (20 жовтня 1939)
  - 1-го класу (2 листопада 1939)
- Лицарський хрест Залізного хреста (№ 746; 20 грудня 1941)
- Орден Зірки Румунії, командорський хрест з мечами (24 червня 1942)
- Орден Михая Хороброго 3-го класу (Румунське королівство; 7 серпня 1943)